# Nike Hercules
Nike Hercules (SAM-A-25, пізніше MIM-14) — колишня ракета «земля-повітря», яка використовувалася збройними силами США та НАТО для протиповітряної оборони на середніх і великих висотах. Зазвичай він був озброєний ядерною боєголовкою W31, але також міг бути оснащений звичайною боєголовкою для експортного використання. Його боєголовка також дозволяла використовувати його як другорядну роль «земля-поверхня», і система також продемонструвала свою здатність вражати інші ракети малої дальності в польоті.
Hercules спочатку був розроблений як проста модернізація попереднього MIM-3 Nike Ajax, що дозволило йому нести ядерну боєголовку для ураження цілих формувань висотних надзвукових цілей. Вона перетворилася на набагато більшу ракету з двома ступенями на твердому паливі, які забезпечили втричі більшу дальність польоту, ніж «Аякс». Розгортання почалося в 1958 році, спочатку на нових базах, але згодом охопило й багато баз Ajax. На піку свого розвитку він був розгорнутий на понад 130 базах тільки в США.

## Оператори

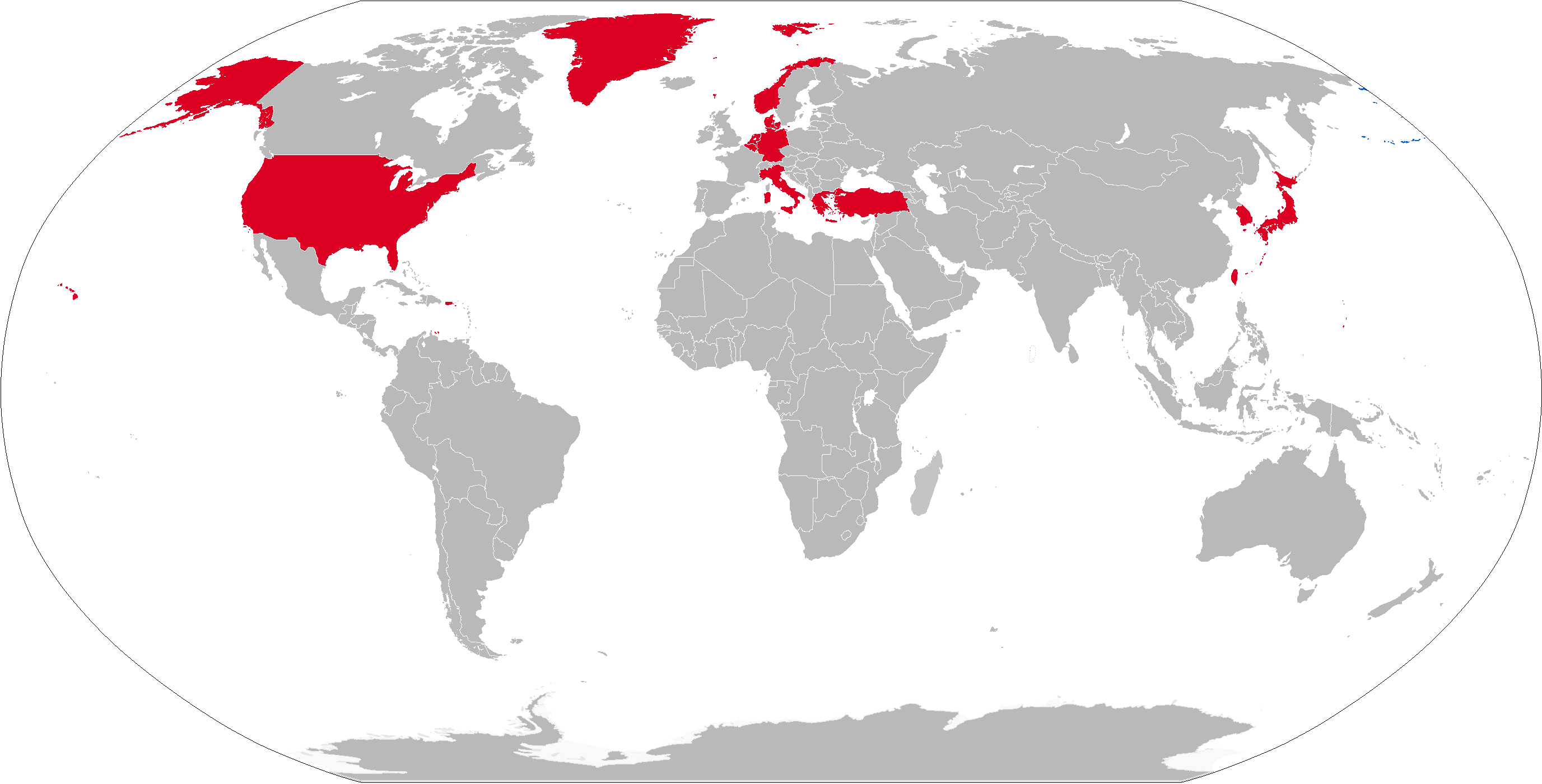
Карта з колишніми операторами МІМ-14 червоного кольору

### Колишні оператори
Бельгія
 Данія
 Німеччина
 Греція
 Італія
 Японія
Південна Корея
 Нідерланди
 Норвегія
 Іспанія
Тайвань
 Туреччина
 США